# Erica Alfridi
Erica Alfridi (Verona, 12 de julio de 1967) es una atleta italiana especializada en marcha atlética.
Campeona en la Copa del Mundo de Marcha Atlética de 2002, celebrada en la ciudad italiana de Turín, Erica Alfridi ha participado en una ocasión en los Juegos Olímpicos obteniendo diploma olímpico ya que ocupó la cuarta posición en los Juegos Olímpicos de Sídney 2000.
Su mejor registro en los 20 km data de 2001 y está en 1h:27:29